# Scopula eccletica
Scopula eccletica là một loài bướm đêm trong họ Geometridae.